# Pasmo Macha
Pasmo Macha (efekt pasm Macha, wstęga Macha) – odkryta w 1865 przez Ernsta Macha właściwość wzroku ludzkiego, która objawia się dostrzeganiem nieistniejących pasm i zmiany jasności sąsiednich obszarów różniących się znacznie jasnością. Efekt ten został dokładnie opisany w 1972 przez F. Ratliffa w pracy Contour and Contrast.
Fizjologicznym procesem to tłumaczącym jest hamowanie oboczne.
W przetwarzaniu sygnałów podobne zjawisko występuje przy użyciu filtrów oraz interpolacji (np. efekt Rungego).